# Bettina Fulco
Bettina Fulco (Mar del Plata, 23 ottobre 1968) è un'ex tennista argentina.

## Biografia
In carriera ha vinto 3 titoli di doppio. Nei tornei del Grande Slam ha ottenuto il suo miglior risultato raggiungendo i quarti di finale in singolare all'Open di Francia nel 1988.
In Fed Cup ha disputato un totale di 15 partite, ottenendo 9 vittorie e 6 sconfitte.

## Statistiche

### Singolare

#### Finali perse (2)
| Numero | Anno            | Torneo                                 | Superficie  | Avversaria in finale | Punteggio |
| 1.     | 19 ottobre 1986 | Japan Open Tennis Championships, Tokyo | Cemento     | Helen Kelesi         | 2-6, 2-6  |
| 2.     | 1º maggio 1988  | Barcelona Ladies Open, Barcellona      | Terra rossa | Neige Dias           | 3-6, 3-6  |

### Doppio

#### Vittorie (3)
| Numero | Anno             | Torneo                       | Superficie  | Compagna             | Avversarie in finale              | Punteggio |
| 1.     | 13 novembre 1988 | Brasil Open, Guarujá         | Cemento     | Mercedes Paz         | Carin Bakkum Simone Schilder      | 6-3, 6-4  |
| 2.     | 2 dicembre 1990  | Brasil Open, San Paolo       | Terra rossa | Eva Švíglerová       | Mary Pierce Luanne Spadea         | 7-5, 6-4  |
| 3.     | 21 luglio 1991   | WTA Austrian Open, Kitzbühel | Terra rossa | Nicole Muns-Jagerman | Sandra Cecchini Patricia Tarabini | 7–5, 6–4  |